# Yuichi Nishimura
Yuichi Nishimura (Japans: 西村 雄一,Nishimura Yuichi) (Tokio, 17 april 1972) is een voetbalscheidsrechter uit Japan. Hij is internationaal scheidsrechter voor de FIFA.

## Carrière
Nishimura maakte zijn debuut als scheidsrechter in de J-League op 8 november 2008, toen hij leidsman was in het duel tussen Kashiwa Reysol en Nagoya Grampus (2-1-overwinning in het voordeel van Kashiwa Reysol). Eind 2008 was Nishimura actief in Polen, waar hij in de Ekstraklasa drie wedstrijden in goede banen moest leiden. Nishimura was de enige Aziatische scheidsrechter tijdens de Afrika Cup in Ghana in 2008. Hij floot tevens op het Wereldkampioenschap voetbal 2010 in Zuid-Afrika. In 2013 was hij actief bij de FIFA Confederations Cup. In maart 2013 noemde de FIFA Nishimura een van de vijftig potentiële scheidsrechters voor het Wereldkampioenschap voetbal 2014 in Brazilië, nadat hij ook al als scheidsrechter betrokken was geweest bij het kwalificatietoernooi voor Aziatische landen. Op 15 januari 2014 maakte de wereldvoetbalbond bekend dat hij een van de 25 scheidsrechters op het toernooi zal zijn. Daarbij werd hij geassisteerd door Toru Sagara en Toshiyuki Nagi. Nishimura werd vervolgens door de FIFA aangesteld als scheidsrechter voor de openingswedstrijd tussen Brazilië en Kroatië. Zijn optreden in dit duel leidde tot felle kritiek en werd daarna maar aangesteld als vierde scheidsrechter in de volgende wedstrijd.

## Interlands
| Datum             | Wedstrijd                                    | Uitslag | Competitie                 | Kreeg geel | Kreeg voor de tweede keer geel en dus rood | Weggestuurd |
| ----------------- | -------------------------------------------- | ------- | -------------------------- | ---------- | ------------------------------------------ | ----------- |
| 8 oktober 2007    | Vietnam – Verenigde Arabische Emiraten       | 0 – 1   | Kwalificatie WK 2010       | 4          | 0                                          | 0           |
| 23 januari 2008   | Tunesië – Senegal                            | 6 – 2   | Afrika Cup                 | 5          | 2                                          | 1           |
| 26 januari 2008   | Kameroen – Zambia                            | 5 – 1   | Afrika Cup                 | 0          | 0                                          | 0           |
| 4 februari 2008   | Egypte – Angola                              | 2 – 1   | Afrika Cup                 | 5          | 0                                          | 0           |
| 26 maart 2008     | Qatar – Irak                                 | 2 – 0   | Kwalificatie WK 2010       | 3          | 0                                          | 0           |
| 7 juni 2008       | Verenigde Arabische Emiraten – Iran          | 0 – 1   | Kwalificatie WK 2010       | 3          | 0                                          | 0           |
| 22 juni 2008      | Saoedi-Arabië – Oezbekistan                  | 4 – 0   | Kwalificatie WK 2010       | 3          | 0                                          | 0           |
| 10 september 2008 | Verenigde Arabische Emiraten – Saoedi-Arabië | 1 – 2   | Kwalificatie WK 2010       | 7          | 0                                          | 0           |
| 28 maart 2009     | Iran – Saoedi-Arabië                         | 1 – 2   | Kwalificatie WK 2010       | 3          | 0                                          | 0           |
| 17 juni 2009      | Zuid-Korea – Iran                            | 1 – 1   | Kwalificatie WK 2010       | 6          | 0                                          | 0           |
| 5 september 2009  | Bahrein – Saoedi-Arabië                      | 0 – 0   | Kwalificatie WK 2010       | 1          | 0                                          | 0           |
| 11 juni 2010      | Uruguay – Frankrijk                          | 0 – 0   | WK-eindronde               | 5          | 1                                          | 0           |
| 21 juni 2010      | Spanje – Honduras                            | 2 – 0   | WK-eindronde               | 2          | 0                                          | 0           |
| 24 juni 2010      | Paraguay – Nieuw-Zeeland                     | 0 – 0   | WK-eindronde               | 3          | 0                                          | 0           |
| 2 juli 2010       | Nederland – Brazilië                         | 2 – 1   | WK-eindronde               | 5          | 0                                          | 1           |
| 9 oktober 2010    | Australië – Paraguay                         | 1 – 0   | Vriendschappelijk          | 2          | 0                                          | 0           |
| 6 september 2011  | Saoedi-Arabië – Australië                    | 1 – 3   | Kwalificatie WK 2014       | 3          | 0                                          | 0           |
| 15 november 2011  | Qatar – Bahrein                              | 0 – 0   | Kwalificatie WK 2014       | 4          | 0                                          | 0           |
| 29 februari 2012  | Zuid-Korea – Koeweit                         | 2 – 0   | Kwalificatie WK 2014       | 6          | 0                                          | 0           |
| 3 juni 2012       | Oezbekistan – Iran                           | 0 – 1   | Kwalificatie WK 2014       | 0          | 0                                          | 0           |
| 29 juli 2012      | Brazilië – Wit-Rusland                       | 3 – 1   | Olympische Spelen          | 2          | 0                                          | 0           |
| 1 augustus 2012   | Verenigd Koninkrijk – Uruguay                | 1 – 0   | Olympische Spelen          | 7          | 0                                          | 0           |
| 6 februari 2013   | Iran – Libanon                               | 5 – 0   | Kwalificatie Azië Cup 2015 | 4          | 0                                          | 1           |
| 26 maart 2013     | Zuid-Korea – Qatar                           | 2 – 1   | Kwalificatie WK 2014       | 5          | 0                                          | 0           |
| 16 juni 2013      | Spanje – Uruguay                             | 2 – 1   | FIFA Confederations Cup    | 4          | 0                                          | 0           |
| 20 juli 2013      | Zuid-Korea – Australië                       | 0 – 0   | Oost-Azië Cup              | 1          | 0                                          | 0           |
| 6 september 2013  | Jordanië – Oezbekistan                       | 1 – 1   | Kwalificatie WK 2014       | 1          | 0                                          | 0           |
| 15 oktober 2013   | Zuid-Korea – Mali                            | 3 – 1   | Vriendschappelijk          | 1          | 0                                          | 0           |
| 12 juni 2014      | Brazilië – Kroatië                           | 3 – 1   | WK-eindronde               | 4          | 0                                          | 0           |
| 14 oktober 2014   | Hongkong – Australië                         | 0 – 7   | Vriendschappelijk          | 1          | 0                                          | 0           |